# Abhay Ashtekar
Abhay Ashtekar (Kolhapur, India, 5 de julio de 1949) es un físico indio. Ocupa la plaza de Profesor Eberly de Física y de Director del Instituto para la Física y Geometría Gravitacional en la Universidad Estatal de Pensilvania. Es el creador de las variables de Ashtekar y, a raíz de ello, uno de los fundadores de la gravedad cuántica de lazos (LQG, por sus siglas en inglés) y la subsiguiente cosmología cuántica de lazos (LQC). También ha escrito varios textos introductorios a la materia, dirigidos a gente sin conocimientos extensos de física. En 1999, Ashtekar y sus colegas consiguieron calcular la entropía de un agujero negro a partir del formalismo de LQG, obteniendo la predicción que hizo Hawking en 1974. Roger Penrose ha descrito la propuesta de gravedad cuántica de Ashtekar como "la más importante de todos los intentos de "cuantizar" la relatividad general". En mayo de 2016, Ashtekar fue elegido miembro de la Academia Nacional de Ciencias.

## Biografía
Abhay Ashtekar creció en varias ciudades del estado de Maharashtra, incluyendo Bombay. Tras graduarse en la India, Ashtekar se inscribió en un programa de posgrado sobre gravitación en la Universidad de Texas en Austin. Completó su tesis doctoral en 1978 en la Universidad de Chicago bajo la supervisión de Robert Geroch, realizando estancias en Oxford, Paris y Siracusa, antes de establecerse en la Universidad Estatal de Pensilvania.
Se casó con Christine Clarke en 1986, con quien tuvo a un hijo, Neil Ashtekar.

## Libros
1. A. Magnon y A. Ashtekar, traducción del francés del trabajo de Elie Cartan, "Sur les Varietés a Connexion Affine et la Relativité Générale" with a Commentary and Foreword by A. Trautman. Bibliopolis, Naples, 1986, 199 pp.
2. A. Ashtekar, Asymptotic Quantization. Bibliopolis, Naples, 1987, 107 pp.
3. A. Ashtekar, (con contribuciones invitadas) New Perspectives in Canonical Gravity. Bibliopolis, Naples, 1988, 324 pp.
4. A. Ashtekar, J. Stachel, Editors; Conceptual Problems of Quantum Gravity. Proceedings of the 1988 Osgood Hill Conference (Birkhauser, N. Y., 1991), 602 pp.
5. A. Ashtekar, Lectures on Non-perturbative Canonical Gravity, (Notas preparadas en colaboración con R. S. Tate), (World Scientific Singapore, 1991), 334 pp.
6. A. Ashtekar, R.C. Cohen, D. Howard, J. Renn, S. Sarkar, A. Shimony (eds.) "Revisiting the Foundations of Relativistic Physics", Festschrift in honor of John Stachel, Boston Studies in Philosophy of Science, vol. 234, (Kluwer Academic, 2003)